# فرد انگلهارت
فرد انگلهارت (انگلیسی: Fred Englehardt; ۱۴ مهٔ ۱۸۷۹ – ۲۵ ژوئیهٔ ۱۹۴۲) ورزشکار دو و میدانی اهل ایالات متحده آمریکا بود.